# Tarapacá
Region Tarapacá je jedním z chilských regionů. Sousedí na severu s regionem Arica y Parinacota, na jihu s regionem Antofagasta. Na východě je ohraničen státní hranicí s Bolívií, na západě Pacifikem. Zabírá 5,58 % rozlohy celého Chile a žije zde 1,83 % chilské populace. Až do roku 2007 byl součástí tohoto regionu i region Arica y Parinacota.

## Administrativní dělení regionu
Region se dále dělí na 2 provincie a 7 komun.
| \| Provincie \| Komuna \| \| ---------------------- \| --------------- \| \| Provincie Iquique \| 1 Alto Hospicio \| \| Provincie Iquique \| 2 Iquique \| \| Provincie El Tamarugal \| 3 Camiña \| \| Provincie El Tamarugal \| 4 Colchane \| \| Provincie El Tamarugal \| 5 Huara \| \| Provincie El Tamarugal \| 6 Pica \| \| Provincie El Tamarugal \| 7 Pozo Almonte \| |                 |
| Provincie | Komuna          |
| Provincie Iquique | 1 Alto Hospicio |
| Provincie Iquique | 2 Iquique       |
| Provincie El Tamarugal | 3 Camiña        |
| Provincie El Tamarugal | 4 Colchane      |
| Provincie El Tamarugal | 5 Huara         |
| Provincie El Tamarugal | 6 Pica          |
| Provincie El Tamarugal | 7 Pozo Almonte  |

## Fotogalerie

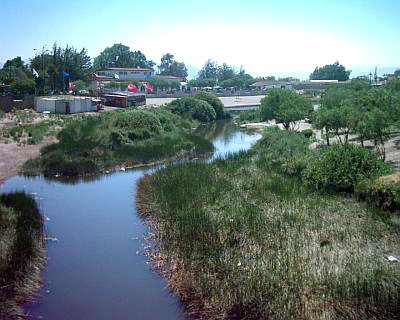
řeka Loa
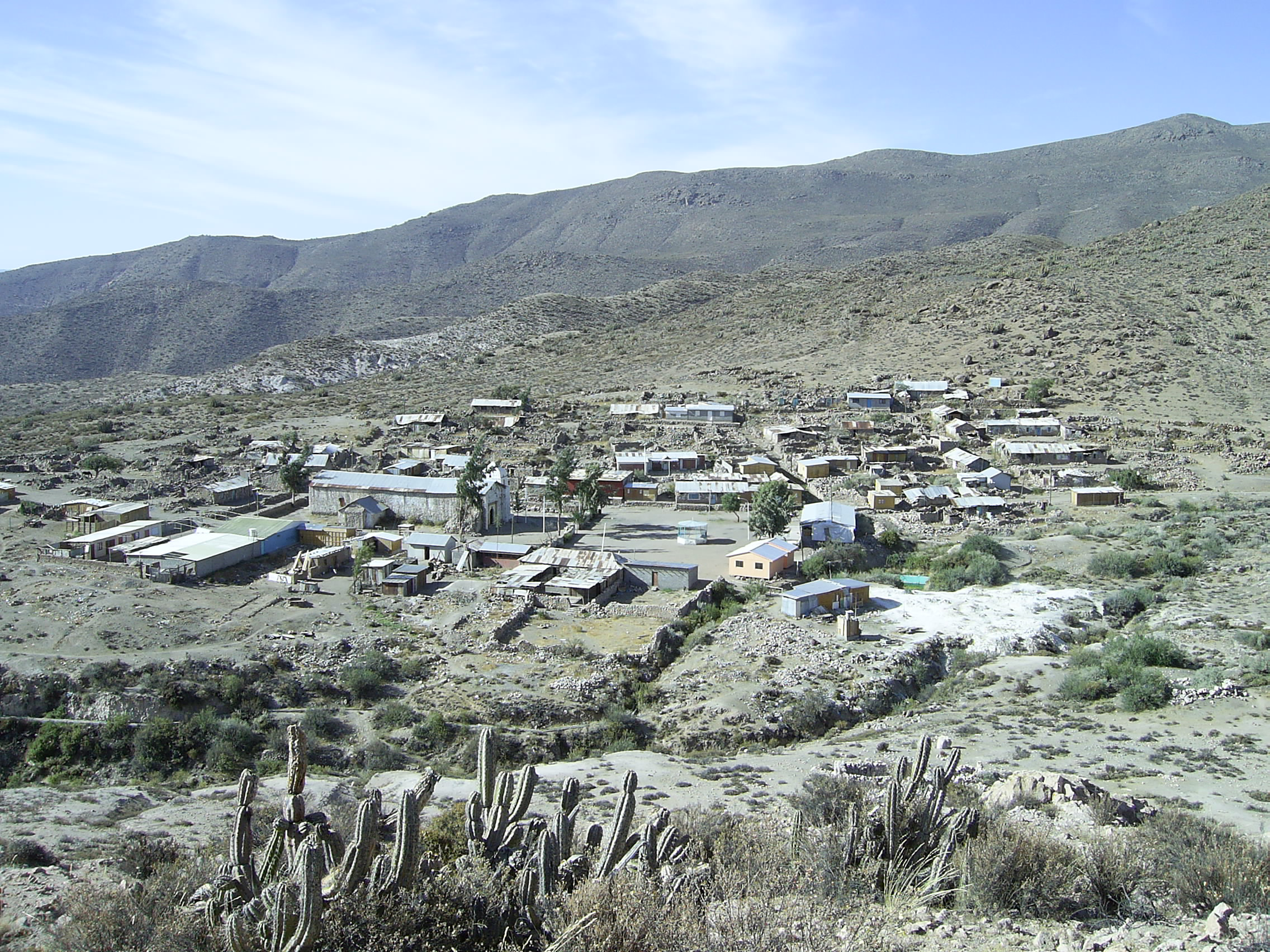
zdejší hornatá krajina
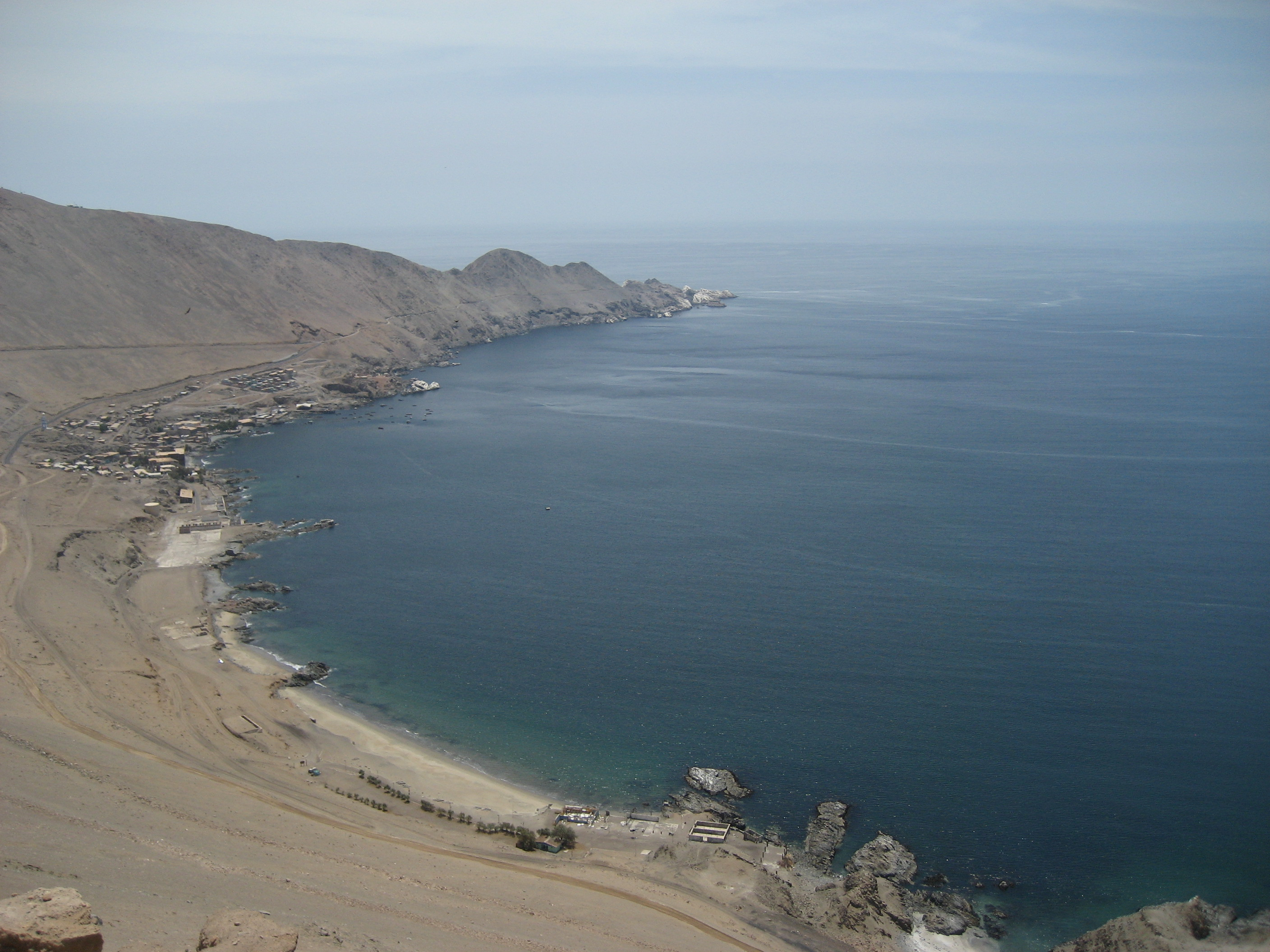
pláž u města Pisagua